# Сіпарая богольська
Сіпарая богольська (Aethopyga decorosa) — вид горобцеподібних птахів родини нектаркових (Nectariniidae). Ендемік Філіппін. Вважався підвидом гірської сіпараї (Aethopyga pulcherrima), однак за результатами молекулярно-гентичного дослідження, проведеного Хоснером і іншими дослідниками в 2013 році був визнаний окремим видом.

## Поширення і екологія
Богольські сіпараї є ендеміками острова Боголь. Живуть в тропічних вологих рівнинних і гірських лісах.